# Vizela
Vizela – miejscowość w Portugalii, leżąca w dystrykcie Braga, w regionie Północ w podregionie Ave. Miejscowość jest siedzibą gminy o tej samej nazwie.

## Demografia
| Liczba ludności gminy Vizela (2001–2011) | Liczba ludności gminy Vizela (2001–2011) | Liczba ludności gminy Vizela (2001–2011) |
| ---------------------------------------- | ---------------------------------------- | ---------------------------------------- |
| 2001                                     | 2004                                     | 2011                                     |
| 22 595                                   | 23 528                                   | 23 736                                   |

## Sołectwa
Sołectwa gminy Vizela (ludność wg stanu na 2011 r.):
- Infias – 1840 osób
- Santa Eulália – 5619 osób
- Santo Adrião de Vizela – 2280 osób
- São João de Caldas de Vizela (Vizela) – 3411 osób
- São Miguel de Caldas de Vizela (Vizela) – 7222 osoby
- São Paio de Vizela – 1503 osoby
- Tagilde – 1861 osób